# Komala
Die Komala im Irak (Sorani: Komeļe î Marksîstî-Lênînîstî, deutsch „Marxistisch-Leninistische Liga“; später Komeļe-î Rencderan, deutsch „Liga der Werktätigen“) war eine linke politische Gruppierung im Irak. Sie ist kein Bestandteil der iranischen Komalah.
Sie wurde 1970 von linken Kritikern des Führungsstils Mustafa Barzanis zunächst als Zirkel innerhalb der Demokratischen Partei Kurdistans gegründet, der auf persönlicher Bekanntschaft beruhte. Nach dem „März-Manifest“, der Zusicherung regionaler Autonomie für die Kurden durch die Baath-Partei, beschloss die „Partei der Revolutionäre“ um Jalal Talabani und Ibrahim Ahmad den Wiedereintritt in die DPK. Ein Mitglied des Zirkels, Šehab Šêx Nûrî, empfahl aber die Beibehaltung einer Doppelstruktur, aus der sich die Komala entwickelte. Nach dem Abkommen von Algier und der daraus resultierenden verheerenden Niederlage der Peschmerga gründete sie zusammen mit der „Sozialistischen Bewegung“ Ali Askaris und anderen kleinen Gruppen die Patriotische Union Kurdistans, die zunächst als „Frontorganisation“, also Zusammenschluss anderer Gruppen, konzipiert war. 1976 deckte der irakische Geheimdienst durch die Verhaftung eines arabischen Oppositionellen ihr Organisationsnetz auf, was zu Massenverhaftungen und zahlreichen Hinrichtungen führte. Deshalb flohen viele, zunächst eher städtisch orientierte Aktivisten in die Berge und nahmen den bewaffneten Kampf gegen die Baathisten wieder auf, der 1975 zunächst eingestellt worden war. Ältere Peschmerga und junge Leute schlossen sich ihnen an. Ihr erster Generalsekretär, Šaswar Celal, ursprünglich ein Städter, war 1977 im ländlichen Qaradagh-Gebiet aktiv, wo er ein Bewässerungsprojekt für Bauern in Angriff nahm. Celal argumentierte stets für eine ethnische Grenzen überschreitende „marxistisch-leninistische Kampfunion im Irak“. Auch setzte er sich dafür ein, aus den Fehlern von Einparteiendogma, Konkurrenz verschiedener Kleinparteien und autoritärem Führungsstil zu lernen und deshalb den Frontcharakter der PUK mit innerem Pluralismus zu wahren. Am 31. Januar 1978 wurde er von kurdischen Söldnern erschossen. Auf ihn beriefen sich spätere Aktivisten, denen die Linie der PUK zu nationalistisch und die Autorität Talabanis zu groß waren. Weil die meist sehr jungen Komala-Kader auf Führungskräfte mit Erfahrung und Bekanntheit angewiesen waren, wurde Nawschirwan Mustafa sein Nachfolger. Er und Talabani sorgten dafür, dass die marxistische Orientierung der Komala durch das angeblich massenwirksamere Kurdayetî-Konzept zurückgedrängt wurde.
Die Gruppe gab eine Zeitung mit dem Namen Aļa – î Šoŗš heraus, die nach Celals Tod eingestellt wurde. 1982 bildete sich innerhalb der PUK um Mela Bextiyar eine gleichnamige Gruppe, die sich für Demokratie innerhalb der PUK einsetzte, von Talabani und Mustafa aber unterdrückt wurde. 
Unter der Führung Nawschirwan Mustafas bestand die Komala als Bestandteil der PUK mit eigenen Strukturen weiter. Sie hielt an ihrer marxistisch-leninistischen Orientierung  fest und hielt 1981 und 1982 eigene Konferenzen ab, beteiligte sich aber an den politischen, publizistischen und militärischen Strukturen der PUK. Von ihrem Ziel einer sozialistischen Revolution und territorialer Unabhängigkeit Kurdistans nahm sie auf ihrer ersten Konferenz 1981 zugunsten der Forderung nach Autonomie im Irak Abstand. Nach dem Raperîn-Aufstand 1991 wurde sie von Mustafa formal aufgelöst. 
Die offizielle Geschichtsschreibung der PUK schwieg in der Folgezeit über die marxistische Orientierung und die Mitgliedschaft von Gründerpersönlichkeiten in der Komala.
Die irakisch-kurdischen Politiker Omer Said Ali und Kosrat Rasul Ali gehörten zeitweise der Komala an.

## Belege
- Andrea Fischer-Tahir: »Wir gaben viele Märtyrer«. Widerstand und kollektive Identitätsbildung in Irakisch-Kurdistan. Münster 2003, ISBN 978-3-89771-015-3, S. 66, 70 – 72
- Îsmet Şerîf Wanlî, Kurdistan und die Kurden, Band 2, Göttingen 1986, ISBN 3-922197-17-5, S. 182, 187 – 188